# Овинища (Вологодская область)
Овинища — деревня в Грязовецком районе Вологодской области.
Входит в состав Юровского муниципального образования, с точки зрения административно-территориального деления — в Минькинский сельсовет.
Расстояние до районного центра Грязовца по автодороге — 43,5 км, до центра муниципального образования Юрово по прямой — 14 км. Ближайшие населённые пункты — Пичкарево, Семейкино, Минькино.
По переписи 2002 года население — 6 человек.